# Dekanat diedowicki
Dekanat diedowicki – jeden z dziewięciu dekanatów wchodzących w skład eparchii pskowskiej Rosyjskiego Kościoła Prawosławnego.

## Parafie w dekanacie
- Parafia Świętej Trójcy w Bełczynie
  - Cerkiew Świętej Trójcy w Bełczynie
- Parafia Narodzenia Najświętszej Maryi Panny w Białej
  - Cerkiew Narodzenia Najświętszej Maryi Panny w Białej
- Parafia Wniebowstąpienia Pańskiego w Bielskim Ujściu
  - Cerkiew Wniebowstąpienia Pańskiego w Bielskim Ujściu
- Parafia Opieki Matki Bożej w Diedowiczach
  - Cerkiew Opieki Matki Bożej w Diedowiczach
- Parafia Wniebowstąpienia Pańskiego w Gromulinie
  - Cerkiew Wniebowstąpienia Pańskiego w Gromulinie
- Parafia Ikony Matki Bożej „Władająca” w Łogowinie
  - Cerkiew Ikony Matki Bożej „Władająca” w Łogowinie
- Parafia Narodzenia Pańskiego w Pożerzewicach
  - Cerkiew Narodzenia Pańskiego w Pożerzewiczach
- Parafia Zbawiciela w Wołyszowie
  - Cerkiew Zbawiciela w Wołyszowie
- Parafia św. Michała Archanioła w Wyszogrodzie
  - Cerkiew św. Michała Archanioła w Wyszogrodzie